# Возіянов Микола Кирилович
Возіянов Микола Кирилович (19.01.1937) – український письменник, байкар, гуморист, член Національної спілки письменників України з 1999 року.

## Життєпис
Народився 19 січня 1937 року у с. Байрак (Горлівка) Донецької області. 
У 1957 році закінчив клубний відділ Гадяцького фахового коледжу культури і мистецтв імені І.П. Котляревського. 
У 1973 році закінчив Український заочний політехнічний інститут. 
З 1960 по 1997 рік  працював на різних посадах підприємств м. Харків.
З 2000 року – відповідальний секретар Харківської обласної організації НСПУ. 
Друкуватися почав з 1954 року. Його твори виходили у журналах: «Вітчизна», «Україна», «Дніпро», «Березіль», «Перець», газеті «Літературна Україна».
М. Возіянов – майстер гуморесок. Основні теми його творів – парадокси сучасного життя. 

## Літературна діяльність
Збірки :
- «Скажіть, будь-ласка», 1997;

- «Мудрість кутнього зуба», 1997;

- «Терорист», 1999;

- «Смішний заєць», 2001;

- «Марусичка», 2002;

- «Фіговий листок», 2002;

- «Гумористичний задачник»: Для інтелектуалів», 2003;

- «Заміж до Європи», 2004;

- «Козацькі чайки», 2013;

- «Смішний заєць – 2», 2016;

- «І знов воскресне доброта», 2017.

Усі твори опубліковані у Харкові.

## Відзнаки та нагороди
- Лауреат Всеукраїнського конкурсу «Байка – 2001»[3];

- Лауреат премії ім. О. Вишні 2003 року за гумористичні твори[4];

- Лауреат премії ім. Н. Забіли 2014 року за опубліковані протягом року «малятківські» твори[5];

- Переможець ІІ Міжнародного конкурсу кращого твору для дітей  «Корнійчуковська премія» 2014 року[1].